# Tour de Turingia femenino 2021
La 34.ª edición del Tour de Turingia femenino (oficialmente: Internationale LOTTO Thüringen Ladies Tour) se celebró entre el 25 y el 30 de mayo de 2021 sobre un recorrido de 681,09 km con inicio en la ciudad de Schmölln y final en la ciudad de Gotha en Alemania.
La carrera hizo parte del Calendario UCI Femenino 2021 como competencia de categoría 2.Pro y fue ganada por la ciclista neerladesa Lucinda Brand del Trek-Segafredo. El podio lo completaron la ciclista belga Lotte Kopecky de la selección nacional de su país y la danesa Emma Norsgaard Jørgensen del equipo Movistar Team.

## Equipos
Tomaron parte en la carrera un total de 17 equipos invitados por la organización, 6 de los cuales fueron de categoría UCI WordTeam Femenino, 6 de categoría UCI Women's continental teams, 3 selecciones nacionales y 2 equipos aficionados, quienes conformaron un pelotón de 97 ciclistas de las cuales terminaron 83. Los equipos participantes fueron:
| translation for headoftableIII_translate index 58 not found (6)- Canyon-SRAM Racing - Team DSM - FDJ-Nouvelle Aquitaine-Futuroscope - Movistar Team - SD Worx - Trek-Segafredo UCI Women's continental teams (3)- Arkéa Pro Cycling Team - Ceratizit-WNT Pro Cycling - Team Tibco-Silicon Valley Bank Equipos nacionales (3)- Alemania - Bélgica - Países Bajos Equipos femeninos de ciclismo amateur (2)- Maxx-Solar - RSG Gießen Biehler Unknown team category (3)- Andy Schleck-CP NVST-Immo Losch - Hitec Products - Jumbo-Visma |
| |

## Etapas
| Etapa     | Fecha     | Recorrido               | type            | Distancia (km) | Desnivel (m) | Ganador        | Líder          |
| --------- | --------- | ----------------------- | --------------- | -------------- | ------------ | -------------- | -------------- |
| 1.ª etapa | 25 de may | Schmölln – Schmölln     | etapa llana     | 87,76          | 918 m        | Emma Norsgaard | Emma Norsgaard |
| 2.ª etapa | 26 de may | Gera – Gera             | etapa escarpada | 124,1          | 1324 m       | Lorena Wiebes  | Emma Norsgaard |
| 3.ª etapa | 27 de may | Schleiz – Schleiz       | etapa escarpada | 116,2          | 1661 m       | Lucinda Brand  | Emma Norsgaard |
| 4.ª etapa | 28 de may | Dörtendorf – Dörtendorf | etapa escarpada | 101,74         | 1317 m       | Lotte Kopecky  | Lucinda Brand  |
| 5.ª etapa | 29 de may | Weimar – Weimar         | etapa escarpada | 143,72         | 1840 m       | Lucinda Brand  | Lucinda Brand  |
| 6.ª etapa | 30 de may | Gotha – Gotha           | etapa llana     | 97,63          | 893 m        | Lorena Wiebes  | Lucinda Brand  |

## Desarrollo de la carrera

### 1.ª etapa
| Schmölln - Schmölln | etapa llana | (87,76 km) |

| \| Clasificación de la etapa \| Clasificación de la etapa \| Clasificación de la etapa \| Clasificación de la etapa \| Clasificación de la etapa \| \| Ciclista \| Ciclista \| Equipo \| Tiempo \| \| \| ------------------------- \| ------------------------- \| ---------------------------------- \| ------------------------- \| ------------------------- \| \| 1.ª \| Emma Norsgaard \| Movistar Team \| 2 h 17 min 42 s \| \| \| 2.ª \| Lucinda Brand \| Trek-Segafredo \| + 0 s \| \| \| 3.ª \| Lotte Kopecky \| Bélgica \| + 0 s \| \| \| 4.ª \| Anna Henderson \| Jumbo-Visma Women Team \| + 0 s \| \| \| 5.ª \| Amy Pieters \| SD Worx \| + 0 s \| \| \| 6.ª \| Tiffany Cromwell \| Canyon-SRAM Racing \| + 0 s \| \| \| 7.ª \| Liane Lippert \| Team DSM \| + 0 s \| \| \| 8.ª \| Kristen Faulkner \| Tibco-Silicon Valley Bank \| + 4 s \| \| \| 9.ª \| Kathrin Hammes \| Ceratizit-WNT Pro Cycling \| + 4 s \| \| \| 10.ª \| Emilia Fahlin \| FDJ-Nouvelle Aquitaine-Futuroscope \| + 7 s \| \| |                  |                                    |                 |
| |                  |                                    |                 |
| Fuente: ProCyclingStats |                  |                                    |                 |
| Clasificación de la etapa |                  |                                    |                 |
| Ciclista | Ciclista         | Equipo                             | Tiempo          |
| 1.ª | Emma Norsgaard   | Movistar Team                      | 2 h 17 min 42 s |
| 2.ª | Lucinda Brand    | Trek-Segafredo                     | + 0 s           |
| 3.ª | Lotte Kopecky    | Bélgica                            | + 0 s           |
| 4.ª | Anna Henderson   | Jumbo-Visma Women Team             | + 0 s           |
| 5.ª | Amy Pieters      | SD Worx                            | + 0 s           |
| 6.ª | Tiffany Cromwell | Canyon-SRAM Racing                 | + 0 s           |
| 7.ª | Liane Lippert    | Team DSM                           | + 0 s           |
| 8.ª | Kristen Faulkner | Tibco-Silicon Valley Bank          | + 4 s           |
| 9.ª | Kathrin Hammes   | Ceratizit-WNT Pro Cycling          | + 4 s           |
| 10.ª | Emilia Fahlin    | FDJ-Nouvelle Aquitaine-Futuroscope | + 7 s           |

| \| Clasificación general \| Clasificación general \| Clasificación general \| Clasificación general \| Clasificación general \| \| Ciclista \| Ciclista \| Equipo \| Tiempo \| \| \| --------------------- \| --------------------- \| ------------------------- \| --------------------- \| --------------------- \| \| 1.ª \| Emma Norsgaard \| Movistar Team \| 2 h 17 min 32 s \| \| \| 2.ª \| Lucinda Brand \| Trek-Segafredo \| + 4 s \| \| \| 3.ª \| Lotte Kopecky \| Bélgica \| + 6 s \| \| \| 4.ª \| Anna Henderson \| Jumbo-Visma Women Team \| + 7 s \| \| \| 5.ª \| Amy Pieters \| SD Worx \| + 7 s \| \| \| 6.ª \| Tiffany Cromwell \| Canyon-SRAM Racing \| + 10 s \| \| \| 7.ª \| Liane Lippert \| Team DSM \| + 10 s \| \| \| 8.ª \| Lizzie Deignan \| Trek-Segafredo \| + 13 s \| \| \| 9.ª \| Kristen Faulkner \| Tibco-Silicon Valley Bank \| + 14 s \| \| \| 10.ª \| Kathrin Hammes \| Ceratizit-WNT Pro Cycling \| + 14 s \| \| |                  |                           |                 |
| |                  |                           |                 |
| Fuente: ProCyclingStats |                  |                           |                 |
| Clasificación general |                  |                           |                 |
| Ciclista | Ciclista         | Equipo                    | Tiempo          |
| 1.ª | Emma Norsgaard   | Movistar Team             | 2 h 17 min 32 s |
| 2.ª | Lucinda Brand    | Trek-Segafredo            | + 4 s           |
| 3.ª | Lotte Kopecky    | Bélgica                   | + 6 s           |
| 4.ª | Anna Henderson   | Jumbo-Visma Women Team    | + 7 s           |
| 5.ª | Amy Pieters      | SD Worx                   | + 7 s           |
| 6.ª | Tiffany Cromwell | Canyon-SRAM Racing        | + 10 s          |
| 7.ª | Liane Lippert    | Team DSM                  | + 10 s          |
| 8.ª | Lizzie Deignan   | Trek-Segafredo            | + 13 s          |
| 9.ª | Kristen Faulkner | Tibco-Silicon Valley Bank | + 14 s          |
| 10.ª | Kathrin Hammes   | Ceratizit-WNT Pro Cycling | + 14 s          |

### 2.ª etapa
| Gera - Gera | etapa escarpada | (124,1 km) |

| \| Clasificación de la etapa \| Clasificación de la etapa \| Clasificación de la etapa \| Clasificación de la etapa \| Clasificación de la etapa \| \| Ciclista \| Ciclista \| Equipo \| Tiempo \| \| \| ------------------------- \| ------------------------- \| ---------------------------------- \| ------------------------- \| ------------------------- \| \| 1.ª \| Lorena Wiebes \| Team DSM \| 3 h 24 min 12 s \| \| \| 2.ª \| Emma Norsgaard \| Movistar Team \| + 1 s \| \| \| 3.ª \| Christine Majerus \| SD Worx \| + 1 s \| \| \| 4.ª \| Alexis Ryan \| Canyon-SRAM Racing \| + 1 s \| \| \| 5.ª \| Lotte Kopecky \| Bélgica \| + 1 s \| \| \| 6.ª \| Anna Henderson \| Jumbo-Visma Women Team \| + 1 s \| \| \| 7.ª \| Susanne Andersen \| Team DSM \| + 1 s \| \| \| 8.ª \| Lucinda Brand \| Trek-Segafredo \| + 1 s \| \| \| 9.ª \| Gladys Verhulst \| Arkéa Pro Cycling Team \| + 1 s \| \| \| 10.ª \| Clara Copponi \| FDJ-Nouvelle Aquitaine-Futuroscope \| + 1 s \| \| |                   |                                    |                 |
| |                   |                                    |                 |
| Fuente: ProCyclingStats |                   |                                    |                 |
| Clasificación de la etapa |                   |                                    |                 |
| Ciclista | Ciclista          | Equipo                             | Tiempo          |
| 1.ª | Lorena Wiebes     | Team DSM                           | 3 h 24 min 12 s |
| 2.ª | Emma Norsgaard    | Movistar Team                      | + 1 s           |
| 3.ª | Christine Majerus | SD Worx                            | + 1 s           |
| 4.ª | Alexis Ryan       | Canyon-SRAM Racing                 | + 1 s           |
| 5.ª | Lotte Kopecky     | Bélgica                            | + 1 s           |
| 6.ª | Anna Henderson    | Jumbo-Visma Women Team             | + 1 s           |
| 7.ª | Susanne Andersen  | Team DSM                           | + 1 s           |
| 8.ª | Lucinda Brand     | Trek-Segafredo                     | + 1 s           |
| 9.ª | Gladys Verhulst   | Arkéa Pro Cycling Team             | + 1 s           |
| 10.ª | Clara Copponi     | FDJ-Nouvelle Aquitaine-Futuroscope | + 1 s           |

| \| Clasificación general \| Clasificación general \| Clasificación general \| Clasificación general \| Clasificación general \| \| Ciclista \| Ciclista \| Equipo \| Tiempo \| \| \| --------------------- \| --------------------- \| ------------------------- \| --------------------- \| --------------------- \| \| 1.ª \| Emma Norsgaard \| Movistar Team \| 5 h 41 min 36 s \| \| \| 2.ª \| Lotte Kopecky \| Bélgica \| + 10 s \| \| \| 3.ª \| Lucinda Brand \| Trek-Segafredo \| + 12 s \| \| \| 4.ª \| Anna Henderson \| Jumbo-Visma Women Team \| + 16 s \| \| \| 5.ª \| Amy Pieters \| SD Worx \| + 16 s \| \| \| 6.ª \| Liane Lippert \| Team DSM \| + 17 s \| \| \| 7.ª \| Tiffany Cromwell \| Canyon-SRAM Racing \| + 19 s \| \| \| 8.ª \| Lizzie Deignan \| Trek-Segafredo \| + 21 s \| \| \| 9.ª \| Kristen Faulkner \| Tibco-Silicon Valley Bank \| + 23 s \| \| \| 10.ª \| Kathrin Hammes \| Ceratizit-WNT Pro Cycling \| + 23 s \| \| |                  |                           |                 |
| |                  |                           |                 |
| Fuente: ProCyclingStats |                  |                           |                 |
| Clasificación general |                  |                           |                 |
| Ciclista | Ciclista         | Equipo                    | Tiempo          |
| 1.ª | Emma Norsgaard   | Movistar Team             | 5 h 41 min 36 s |
| 2.ª | Lotte Kopecky    | Bélgica                   | + 10 s          |
| 3.ª | Lucinda Brand    | Trek-Segafredo            | + 12 s          |
| 4.ª | Anna Henderson   | Jumbo-Visma Women Team    | + 16 s          |
| 5.ª | Amy Pieters      | SD Worx                   | + 16 s          |
| 6.ª | Liane Lippert    | Team DSM                  | + 17 s          |
| 7.ª | Tiffany Cromwell | Canyon-SRAM Racing        | + 19 s          |
| 8.ª | Lizzie Deignan   | Trek-Segafredo            | + 21 s          |
| 9.ª | Kristen Faulkner | Tibco-Silicon Valley Bank | + 23 s          |
| 10.ª | Kathrin Hammes   | Ceratizit-WNT Pro Cycling | + 23 s          |

### 3.ª etapa
| Schleiz - Schleiz | etapa escarpada | (116,2 km) |

| \| Clasificación de la etapa \| Clasificación de la etapa \| Clasificación de la etapa \| Clasificación de la etapa \| Clasificación de la etapa \| \| Ciclista \| Ciclista \| Equipo \| Tiempo \| \| \| ------------------------- \| ------------------------- \| ---------------------------------- \| ------------------------- \| ------------------------- \| \| 1.ª \| Lucinda Brand \| Trek-Segafredo \| 3 h 18 min 52 s \| \| \| 2.ª \| Emma Norsgaard \| Movistar Team \| + 2 s \| \| \| 3.ª \| Lotte Kopecky \| Bélgica \| + 2 s \| \| \| 4.ª \| Amy Pieters \| SD Worx \| + 2 s \| \| \| 5.ª \| Emilia Fahlin \| FDJ-Nouvelle Aquitaine-Futuroscope \| + 2 s \| \| \| 6.ª \| Lisa Brennauer \| Ceratizit-WNT Pro Cycling \| + 2 s \| \| \| 7.ª \| Kristen Faulkner \| Tibco-Silicon Valley Bank \| + 2 s \| \| \| 8.ª \| Liane Lippert \| Team DSM \| + 2 s \| \| \| 9.ª \| Lizzie Deignan \| Trek-Segafredo \| + 2 s \| \| \| 10.ª \| Tiffany Cromwell \| Canyon-SRAM Racing \| + 2 s \| \| |                  |                                    |                 |
| |                  |                                    |                 |
| Fuente: ProCyclingStats |                  |                                    |                 |
| Clasificación de la etapa |                  |                                    |                 |
| Ciclista | Ciclista         | Equipo                             | Tiempo          |
| 1.ª | Lucinda Brand    | Trek-Segafredo                     | 3 h 18 min 52 s |
| 2.ª | Emma Norsgaard   | Movistar Team                      | + 2 s           |
| 3.ª | Lotte Kopecky    | Bélgica                            | + 2 s           |
| 4.ª | Amy Pieters      | SD Worx                            | + 2 s           |
| 5.ª | Emilia Fahlin    | FDJ-Nouvelle Aquitaine-Futuroscope | + 2 s           |
| 6.ª | Lisa Brennauer   | Ceratizit-WNT Pro Cycling          | + 2 s           |
| 7.ª | Kristen Faulkner | Tibco-Silicon Valley Bank          | + 2 s           |
| 8.ª | Liane Lippert    | Team DSM                           | + 2 s           |
| 9.ª | Lizzie Deignan   | Trek-Segafredo                     | + 2 s           |
| 10.ª | Tiffany Cromwell | Canyon-SRAM Racing                 | + 2 s           |

| \| Clasificación general \| Clasificación general \| Clasificación general \| Clasificación general \| Clasificación general \| \| Ciclista \| Ciclista \| Equipo \| Tiempo \| \| \| --------------------- \| --------------------- \| ---------------------------------- \| --------------------- \| --------------------- \| \| 1.ª \| Emma Norsgaard \| Movistar Team \| 9 h 00 min 24 s \| \| \| 2.ª \| Lucinda Brand \| Trek-Segafredo \| + 6 s \| \| \| 3.ª \| Lotte Kopecky \| Bélgica \| + 12 s \| \| \| 4.ª \| Amy Pieters \| SD Worx \| + 22 s \| \| \| 5.ª \| Liane Lippert \| Team DSM \| + 23 s \| \| \| 6.ª \| Tiffany Cromwell \| Canyon-SRAM Racing \| + 25 s \| \| \| 7.ª \| Lizzie Deignan \| Trek-Segafredo \| + 27 s \| \| \| 8.ª \| Kristen Faulkner \| Tibco-Silicon Valley Bank \| + 29 s \| \| \| 9.ª \| Emilia Fahlin \| FDJ-Nouvelle Aquitaine-Futuroscope \| + 30 s \| \| \| 10.ª \| Audrey Cordon-Ragot \| Trek-Segafredo \| + 41 s \| \| |                     |                                    |                 |
| |                     |                                    |                 |
| Fuente: ProCyclingStats |                     |                                    |                 |
| Clasificación general |                     |                                    |                 |
| Ciclista | Ciclista            | Equipo                             | Tiempo          |
| 1.ª | Emma Norsgaard      | Movistar Team                      | 9 h 00 min 24 s |
| 2.ª | Lucinda Brand       | Trek-Segafredo                     | + 6 s           |
| 3.ª | Lotte Kopecky       | Bélgica                            | + 12 s          |
| 4.ª | Amy Pieters         | SD Worx                            | + 22 s          |
| 5.ª | Liane Lippert       | Team DSM                           | + 23 s          |
| 6.ª | Tiffany Cromwell    | Canyon-SRAM Racing                 | + 25 s          |
| 7.ª | Lizzie Deignan      | Trek-Segafredo                     | + 27 s          |
| 8.ª | Kristen Faulkner    | Tibco-Silicon Valley Bank          | + 29 s          |
| 9.ª | Emilia Fahlin       | FDJ-Nouvelle Aquitaine-Futuroscope | + 30 s          |
| 10.ª | Audrey Cordon-Ragot | Trek-Segafredo                     | + 41 s          |

### 4.ª etapa
| Dörtendorf - Dörtendorf | etapa escarpada | (101,74 km) |

| \| Clasificación de la etapa \| Clasificación de la etapa \| Clasificación de la etapa \| Clasificación de la etapa \| Clasificación de la etapa \| \| Ciclista \| Ciclista \| Equipo \| Tiempo \| \| \| ------------------------- \| ------------------------- \| ---------------------------------- \| ------------------------- \| ------------------------- \| \| 1.ª \| Lotte Kopecky \| Bélgica \| 2 h 29 min 43 s \| \| \| 2.ª \| Lucinda Brand \| Trek-Segafredo \| + 0 s \| \| \| 3.ª \| Liane Lippert \| Team DSM \| + 0 s \| \| \| 4.ª \| Emilia Fahlin \| FDJ-Nouvelle Aquitaine-Futuroscope \| + 0 s \| \| \| 5.ª \| Marta Cavalli \| FDJ-Nouvelle Aquitaine-Futuroscope \| + 6 s \| \| \| 6.ª \| Emma Norsgaard \| Movistar Team \| + 6 s \| \| \| 7.ª \| Amy Pieters \| SD Worx \| + 10 s \| \| \| 8.ª \| Christine Majerus \| SD Worx \| + 16 s \| \| \| 9.ª \| Tiffany Cromwell \| Canyon-SRAM Racing \| + 17 s \| \| \| 10.ª \| Lisa Brennauer \| Ceratizit-WNT Pro Cycling \| + 17 s \| \| |                   |                                    |                 |
| |                   |                                    |                 |
| Fuente: ProCyclingStats |                   |                                    |                 |
| Clasificación de la etapa |                   |                                    |                 |
| Ciclista | Ciclista          | Equipo                             | Tiempo          |
| 1.ª | Lotte Kopecky     | Bélgica                            | 2 h 29 min 43 s |
| 2.ª | Lucinda Brand     | Trek-Segafredo                     | + 0 s           |
| 3.ª | Liane Lippert     | Team DSM                           | + 0 s           |
| 4.ª | Emilia Fahlin     | FDJ-Nouvelle Aquitaine-Futuroscope | + 0 s           |
| 5.ª | Marta Cavalli     | FDJ-Nouvelle Aquitaine-Futuroscope | + 6 s           |
| 6.ª | Emma Norsgaard    | Movistar Team                      | + 6 s           |
| 7.ª | Amy Pieters       | SD Worx                            | + 10 s          |
| 8.ª | Christine Majerus | SD Worx                            | + 16 s          |
| 9.ª | Tiffany Cromwell  | Canyon-SRAM Racing                 | + 17 s          |
| 10.ª | Lisa Brennauer    | Ceratizit-WNT Pro Cycling          | + 17 s          |

| \| Clasificación general \| Clasificación general \| Clasificación general \| Clasificación general \| Clasificación general \| \| Ciclista \| Ciclista \| Equipo \| Tiempo \| \| \| --------------------- \| --------------------- \| ---------------------------------- \| --------------------- \| --------------------- \| \| 1.ª \| Lucinda Brand \| Trek-Segafredo \| 11 h 30 min 05 s \| \| \| 2.ª \| Lotte Kopecky \| Bélgica \| + 4 s \| \| \| 3.ª \| Emma Norsgaard \| Movistar Team \| + 8 s \| \| \| 4.ª \| Liane Lippert \| Team DSM \| + 21 s \| \| \| 5.ª \| Amy Pieters \| SD Worx \| + 31 s \| \| \| 6.ª \| Emilia Fahlin \| FDJ-Nouvelle Aquitaine-Futuroscope \| + 32 s \| \| \| 7.ª \| Tiffany Cromwell \| Canyon-SRAM Racing \| + 44 s \| \| \| 8.ª \| Kristen Faulkner \| Tibco-Silicon Valley Bank \| + 53 s \| \| \| 9.ª \| Lizzie Deignan \| Trek-Segafredo \| + 59 s \| \| \| 10.ª \| Christine Majerus \| SD Worx \| + 1 min 00 s \| \| |                   |                                    |                  |
| |                   |                                    |                  |
| Fuente: ProCyclingStats |                   |                                    |                  |
| Clasificación general |                   |                                    |                  |
| Ciclista | Ciclista          | Equipo                             | Tiempo           |
| 1.ª | Lucinda Brand     | Trek-Segafredo                     | 11 h 30 min 05 s |
| 2.ª | Lotte Kopecky     | Bélgica                            | + 4 s            |
| 3.ª | Emma Norsgaard    | Movistar Team                      | + 8 s            |
| 4.ª | Liane Lippert     | Team DSM                           | + 21 s           |
| 5.ª | Amy Pieters       | SD Worx                            | + 31 s           |
| 6.ª | Emilia Fahlin     | FDJ-Nouvelle Aquitaine-Futuroscope | + 32 s           |
| 7.ª | Tiffany Cromwell  | Canyon-SRAM Racing                 | + 44 s           |
| 8.ª | Kristen Faulkner  | Tibco-Silicon Valley Bank          | + 53 s           |
| 9.ª | Lizzie Deignan    | Trek-Segafredo                     | + 59 s           |
| 10.ª | Christine Majerus | SD Worx                            | + 1 min 00 s     |

### 5.ª etapa
| Weimar - Weimar | etapa escarpada | (143,72 km) |

| \| Clasificación de la etapa \| Clasificación de la etapa \| Clasificación de la etapa \| Clasificación de la etapa \| Clasificación de la etapa \| \| Ciclista \| Ciclista \| Equipo \| Tiempo \| \| \| ------------------------- \| ------------------------- \| ---------------------------------- \| ------------------------- \| ------------------------- \| \| 1.ª \| Lucinda Brand \| Trek-Segafredo \| 3 h 55 min 08 s \| \| \| 2.ª \| Lorena Wiebes \| Team DSM \| + 6 s \| \| \| 3.ª \| Emma Norsgaard \| Movistar Team \| + 6 s \| \| \| 4.ª \| Alexis Ryan \| Canyon-SRAM Racing \| + 6 s \| \| \| 5.ª \| Anna Henderson \| Jumbo-Visma Women Team \| + 6 s \| \| \| 6.ª \| Lisa Brennauer \| Ceratizit-WNT Pro Cycling \| + 6 s \| \| \| 7.ª \| Emilia Fahlin \| FDJ-Nouvelle Aquitaine-Futuroscope \| + 6 s \| \| \| 8.ª \| Lotte Kopecky \| Bélgica \| + 6 s \| \| \| 9.ª \| Léa Curinier \| Arkéa Pro Cycling Team \| + 6 s \| \| \| 10.ª \| Amy Pieters \| SD Worx \| + 6 s \| \| |                |                                    |                 |
| |                |                                    |                 |
| Fuente: ProCyclingStats |                |                                    |                 |
| Clasificación de la etapa |                |                                    |                 |
| Ciclista | Ciclista       | Equipo                             | Tiempo          |
| 1.ª | Lucinda Brand  | Trek-Segafredo                     | 3 h 55 min 08 s |
| 2.ª | Lorena Wiebes  | Team DSM                           | + 6 s           |
| 3.ª | Emma Norsgaard | Movistar Team                      | + 6 s           |
| 4.ª | Alexis Ryan    | Canyon-SRAM Racing                 | + 6 s           |
| 5.ª | Anna Henderson | Jumbo-Visma Women Team             | + 6 s           |
| 6.ª | Lisa Brennauer | Ceratizit-WNT Pro Cycling          | + 6 s           |
| 7.ª | Emilia Fahlin  | FDJ-Nouvelle Aquitaine-Futuroscope | + 6 s           |
| 8.ª | Lotte Kopecky  | Bélgica                            | + 6 s           |
| 9.ª | Léa Curinier   | Arkéa Pro Cycling Team             | + 6 s           |
| 10.ª | Amy Pieters    | SD Worx                            | + 6 s           |

| \| Clasificación general \| Clasificación general \| Clasificación general \| Clasificación general \| Clasificación general \| \| Ciclista \| Ciclista \| Equipo \| Tiempo \| \| \| --------------------- \| --------------------- \| ---------------------------------- \| --------------------- \| --------------------- \| \| 1.ª \| Lucinda Brand \| Trek-Segafredo \| 15 h 25 min 05 s \| \| \| 2.ª \| Lotte Kopecky \| Bélgica \| + 17 s \| \| \| 3.ª \| Emma Norsgaard \| Movistar Team \| + 18 s \| \| \| 4.ª \| Liane Lippert \| Team DSM \| + 35 s \| \| \| 5.ª \| Amy Pieters \| SD Worx \| + 45 s \| \| \| 6.ª \| Emilia Fahlin \| FDJ-Nouvelle Aquitaine-Futuroscope \| + 46 s \| \| \| 7.ª \| Tiffany Cromwell \| Canyon-SRAM Racing \| + 58 s \| \| \| 8.ª \| Lizzie Deignan \| Trek-Segafredo \| + 1 min 13 s \| \| \| 9.ª \| Christine Majerus \| SD Worx \| + 1 min 14 s \| \| \| 10.ª \| Valerie Demey \| Bélgica \| + 1 min 23 s \| \| |                   |                                    |                  |
| |                   |                                    |                  |
| Fuente: ProCyclingStats |                   |                                    |                  |
| Clasificación general |                   |                                    |                  |
| Ciclista | Ciclista          | Equipo                             | Tiempo           |
| 1.ª | Lucinda Brand     | Trek-Segafredo                     | 15 h 25 min 05 s |
| 2.ª | Lotte Kopecky     | Bélgica                            | + 17 s           |
| 3.ª | Emma Norsgaard    | Movistar Team                      | + 18 s           |
| 4.ª | Liane Lippert     | Team DSM                           | + 35 s           |
| 5.ª | Amy Pieters       | SD Worx                            | + 45 s           |
| 6.ª | Emilia Fahlin     | FDJ-Nouvelle Aquitaine-Futuroscope | + 46 s           |
| 7.ª | Tiffany Cromwell  | Canyon-SRAM Racing                 | + 58 s           |
| 8.ª | Lizzie Deignan    | Trek-Segafredo                     | + 1 min 13 s     |
| 9.ª | Christine Majerus | SD Worx                            | + 1 min 14 s     |
| 10.ª | Valerie Demey     | Bélgica                            | + 1 min 23 s     |

### 6.ª etapa
| Gotha - Gotha | etapa llana | (97,63 km) |

| \| Clasificación de la etapa \| Clasificación de la etapa \| Clasificación de la etapa \| Clasificación de la etapa \| Clasificación de la etapa \| \| Ciclista \| Ciclista \| Equipo \| Tiempo \| \| \| ------------------------- \| ------------------------- \| ---------------------------------- \| ------------------------- \| ------------------------- \| \| 1.ª \| Lorena Wiebes \| Team DSM \| 2 h 28 min 28 s \| \| \| 2.ª \| Lotte Kopecky \| Bélgica \| + 0 s \| \| \| 3.ª \| Emilia Fahlin \| FDJ-Nouvelle Aquitaine-Futuroscope \| + 2 s \| \| \| 4.ª \| Jolien D'Hoore \| SD Worx \| + 2 s \| \| \| 5.ª \| Alexis Ryan \| Canyon-SRAM Racing \| + 2 s \| \| \| 6.ª \| Lucinda Brand \| Trek-Segafredo \| + 2 s \| \| \| 7.ª \| Gladys Verhulst \| Arkéa Pro Cycling Team \| + 2 s \| \| \| 8.ª \| Emma Norsgaard \| Movistar Team \| + 2 s \| \| \| 9.ª \| Zsófia Szabó \| Andy Schleck-CP NVST-Immo Losch \| + 2 s \| \| \| 10.ª \| Anna Henderson \| Jumbo-Visma Women Team \| + 2 s \| \| |                 |                                    |                 |
| |                 |                                    |                 |
| Fuente: ProCyclingStats |                 |                                    |                 |
| Clasificación de la etapa |                 |                                    |                 |
| Ciclista | Ciclista        | Equipo                             | Tiempo          |
| 1.ª | Lorena Wiebes   | Team DSM                           | 2 h 28 min 28 s |
| 2.ª | Lotte Kopecky   | Bélgica                            | + 0 s           |
| 3.ª | Emilia Fahlin   | FDJ-Nouvelle Aquitaine-Futuroscope | + 2 s           |
| 4.ª | Jolien D'Hoore  | SD Worx                            | + 2 s           |
| 5.ª | Alexis Ryan     | Canyon-SRAM Racing                 | + 2 s           |
| 6.ª | Lucinda Brand   | Trek-Segafredo                     | + 2 s           |
| 7.ª | Gladys Verhulst | Arkéa Pro Cycling Team             | + 2 s           |
| 8.ª | Emma Norsgaard  | Movistar Team                      | + 2 s           |
| 9.ª | Zsófia Szabó    | Andy Schleck-CP NVST-Immo Losch    | + 2 s           |
| 10.ª | Anna Henderson  | Jumbo-Visma Women Team             | + 2 s           |

## Clasificaciones finales
Las clasificaciones finalizaron de la siguiente forma:

### Clasificación general
| \| Clasificación general \| Clasificación general \| Clasificación general \| Clasificación general \| Clasificación general \| \| Ciclista \| Ciclista \| Equipo \| Tiempo \| \| \| --------------------- \| --------------------- \| ---------------------------------- \| --------------------- \| --------------------- \| \| 1.ª \| Lucinda Brand \| Trek-Segafredo \| 17 h 53 min 35 s \| \| \| 2.ª \| Lotte Kopecky \| Bélgica \| + 9 s \| \| \| 3.ª \| Emma Norsgaard \| Movistar Team \| + 18 s \| \| \| 4.ª \| Liane Lippert \| Team DSM \| + 40 s \| \| \| 5.ª \| Emilia Fahlin \| FDJ-Nouvelle Aquitaine-Futuroscope \| + 42 s \| \| \| 6.ª \| Amy Pieters \| SD Worx \| + 50 s \| \| \| 7.ª \| Tiffany Cromwell \| Canyon-SRAM Racing \| + 1 min 03 s \| \| \| 8.ª \| Christine Majerus \| SD Worx \| + 1 min 19 s \| \| \| 9.ª \| Lizzie Deignan \| Trek-Segafredo \| + 1 min 26 s \| \| \| 10.ª \| Valerie Demey \| Bélgica \| + 1 min 28 s \| \| |                   |                                    |                  |
| |                   |                                    |                  |
| Fuente: ProCyclingStats |                   |                                    |                  |
| Clasificación general |                   |                                    |                  |
| Ciclista | Ciclista          | Equipo                             | Tiempo           |
| 1.ª | Lucinda Brand     | Trek-Segafredo                     | 17 h 53 min 35 s |
| 2.ª | Lotte Kopecky     | Bélgica                            | + 9 s            |
| 3.ª | Emma Norsgaard    | Movistar Team                      | + 18 s           |
| 4.ª | Liane Lippert     | Team DSM                           | + 40 s           |
| 5.ª | Emilia Fahlin     | FDJ-Nouvelle Aquitaine-Futuroscope | + 42 s           |
| 6.ª | Amy Pieters       | SD Worx                            | + 50 s           |
| 7.ª | Tiffany Cromwell  | Canyon-SRAM Racing                 | + 1 min 03 s     |
| 8.ª | Christine Majerus | SD Worx                            | + 1 min 19 s     |
| 9.ª | Lizzie Deignan    | Trek-Segafredo                     | + 1 min 26 s     |
| 10.ª | Valerie Demey     | Bélgica                            | + 1 min 28 s     |

### Clasificación por puntos
| Clasificación por puntos | Clasificación por puntos | Clasificación por puntos           | Clasificación por puntos | Clasificación por puntos |
| Ciclista                 | Ciclista                 | Equipo                             | Puntos                   |                          |
| ------------------------ | ------------------------ | ---------------------------------- | ------------------------ | ------------------------ |
| 1.ª                      | Lotte Kopecky            | Bélgica                            | 22 pts                   |                          |
| 2.ª                      | Lucinda Brand            | Trek-Segafredo                     | 19 pts                   |                          |
| 3.ª                      | Emma Norsgaard           | Movistar Team                      | 19 pts                   |                          |
| 4.ª                      | Lorena Wiebes            | Team DSM                           | 15 pts                   |                          |
| 5.ª                      | Amy Pieters              | SD Worx                            | 9 pts                    |                          |
| 6.ª                      | Emilia Fahlin            | FDJ-Nouvelle Aquitaine-Futuroscope | 8 pts                    |                          |
| 7.ª                      | Katharina Fox            | RSG Gießen Biehler                 | 6 pts                    |                          |
| 8.ª                      | Anna Henderson           | Jumbo-Visma Women Team             | 6 pts                    |                          |
| 9.ª                      | Lizzie Deignan           | Trek-Segafredo                     | 5 pts                    |                          |
| 10.ª                     | Lisa Klein               | Canyon-SRAM Racing                 | 5 pts                    |                          |

### Clasificación de la montaña
| Clasificación de la montaña | Clasificación de la montaña | Clasificación de la montaña | Clasificación de la montaña | Clasificación de la montaña |
| Ciclista                    | Ciclista                    | Equipo                      | Puntos                      |                             |
| --------------------------- | --------------------------- | --------------------------- | --------------------------- | --------------------------- |
| 1.ª                         | Kathrin Hammes              | Ceratizit-WNT Pro Cycling   | 26 pts                      |                             |
| 2.ª                         | Liane Lippert               | Team DSM                    | 16 pts                      |                             |
| 3.ª                         | Ella Harris                 | Canyon-SRAM Racing          | 12 pts                      |                             |
| 4.ª                         | Amy Pieters                 | SD Worx                     | 11 pts                      |                             |
| 5.ª                         | Lisa Klein                  | Canyon-SRAM Racing          | 10 pts                      |                             |
| 6.ª                         | Helena Bieber               | RSG Gießen Biehler          | 10 pts                      |                             |
| 7.ª                         | Chantal van den Broek-Blaak | SD Worx                     | 8 pts                       |                             |
| 8.ª                         | Kirsten Wild                | Ceratizit-WNT Pro Cycling   | 6 pts                       |                             |
| 9.ª                         | Lucinda Brand               | Trek-Segafredo              | 5 pts                       |                             |
| 10.ª                        | Lizzie Deignan              | Trek-Segafredo              | 5 pts                       |                             |

### Clasificación de las jóvenes
| Clasificación del mejor joven | Clasificación del mejor joven | Clasificación del mejor joven      | Clasificación del mejor joven | Clasificación del mejor joven |
| Ciclista                      | Ciclista                      | Equipo                             | Tiempo                        |                               |
| ----------------------------- | ----------------------------- | ---------------------------------- | ----------------------------- | ----------------------------- |
| 1.ª                           | Emma Norsgaard                | Movistar Team                      | 17 h 53 min 53 s              |                               |
| 2.ª                           | Léa Curinier                  | Arkéa Pro Cycling Team             | + 2 min 24 s                  |                               |
| 3.ª                           | Hannah Ludwig                 | Canyon-SRAM Racing                 | + 3 min 30 s                  |                               |
| 4.ª                           | Neve Bradbury                 | Canyon-SRAM Racing                 | + 7 min 02 s                  |                               |
| 5.ª                           | Anne Dorthe Ysland            | Coop-Hitec Products                | + 7 min 26 s                  |                               |
| 6.ª                           | Lorena Wiebes                 | Team DSM                           | + 7 min 55 s                  |                               |
| 7.ª                           | Clara Copponi                 | FDJ-Nouvelle Aquitaine-Futuroscope | + 9 min 57 s                  |                               |
| 8.ª                           | Pfeiffer Georgi               | Team DSM                           | + 10 min 25 s                 |                               |
| 9.ª                           | Lonneke Uneken                | SD Worx                            | + 11 min 33 s                 |                               |
| 10.ª                          | Katharina Hechler             | Alemania                           | + 14 min 38 s                 |                               |

### Clasificación por equipos
| Clasificación por equipos | Clasificación por equipos | Clasificación por equipos | Clasificación por equipos |
| Equipo                    | Equipo                    | Tiempo                    |                           |
| ------------------------- | ------------------------- | ------------------------- | ------------------------- |
| 1.º                       | Trek-Segafredo            | 53 h 46 min 18 s          |                           |
| 2.º                       | SD Worx                   | + 1 min 16 s              |                           |
| 3.º                       | Canyon-SRAM Racing        | + 1 min 18 s              |                           |

## Evolución de las clasificaciones
| Etapa                   |                         | Ganador _      | Clasificación general | Puntos         | Montaña        | Jóvenes        | Combatividad     | Equipo _       |
| ----------------------- | ----------------------- | -------------- | --------------------- | -------------- | -------------- | -------------- | ---------------- | -------------- |
| 1.ª etapa               | etapa llana             | Emma Norsgaard | Emma Norsgaard        | Emma Norsgaard | Liane Lippert  | Emma Norsgaard | Lizzie Deignan   | Trek-Segafredo |
| 2.ª etapa               | etapa escarpada         | Lorena Wiebes  | Emma Norsgaard        | Emma Norsgaard | Kathrin Hammes | Emma Norsgaard | Katharina Fox    | Trek-Segafredo |
| 3.ª etapa               | etapa escarpada         | Lucinda Brand  | Emma Norsgaard        | Emma Norsgaard | Kathrin Hammes | Emma Norsgaard | Helena Bieber    | Trek-Segafredo |
| 4.ª etapa               | etapa escarpada         | Lotte Kopecky  | Lucinda Brand         | Lotte Kopecky  | Kathrin Hammes | Emma Norsgaard | Kristen Faulkner | Trek-Segafredo |
| 5.ª etapa               | etapa escarpada         | Lucinda Brand  | Lucinda Brand         | Lucinda Brand  | Kathrin Hammes | Emma Norsgaard | Lisa Klein       | Trek-Segafredo |
| 6.ª etapa               | etapa llana             | Lorena Wiebes  | Lucinda Brand         | Lotte Kopecky  | Kathrin Hammes | Emma Norsgaard | Karlijn Swinkels | Trek-Segafredo |
| Clasificaciones finales | Clasificaciones finales |                | Lucinda Brand         | Lotte Kopecky  | Kathrin Hammes | Emma Norsgaard | Karlijn Swinkels | Trek-Segafredo |

## Ciclistas participantes y posiciones finales
Convenciones:
- AB-N: Abandono en la etapa "N"
- FLT-N: Retiro por llegada fuera del límite de tiempo en la etapa "N"
- NTS-N: No tomó la salida para la etapa "N"
- DES-N: Descalificada o expulsada en la etapa "N"

## UCI World Ranking
El Tour de Turingia femenino  otorgó puntos para el UCI World Ranking Femenino para corredoras de los equipos en las categorías UCI WordTeam Femenino y UCI Women's continental teams. Las siguientes tablas muestran el baremo de puntuación y las 10 corredoras que obtuvieron más puntos:
| Posición   | 1.ª | 2.ª | 3.ª | 4.ª | 5.ª | 6.ª | 7.ª | 8.ª | 9.ª | 10.ª | 11.ª | 12.ª | 13.ª | 14.ª | 15.ª | 16.ª-25.ª |
| Puntuación | 200 | 150 | 125 | 100 | 85  | 70  | 60  | 50  | 40  | 35   | 30   | 25   | 20   | 15   | 10   | 5         |
| Por etapa  | 25  | 20  | 15  | 12  | 10  | 8   | 6   | 4   |     |      |      |      |      |      |      |           |
| Líder      | 5   |     |     |     |     |     |     |     |     |      |      |      |      |      |      |           |

| Clasificación |              |        |         |       |       |       |
| Posición      | Ciclista     | Equipo | General | Etapa | Líder | Total |
| ------------- | ------------ | ------ | ------- | ----- | ----- | ----- |
| 1.ª           | Bandera de ? |        | 200     |       |       |       |
| 2.ª           | Bandera de ? |        | 150     |       |       |       |
| 3.ª           | Bandera de ? |        | 125     |       |       |       |
| 4.ª           | Bandera de ? |        | 100     |       |       |       |
| 5.ª           | Bandera de ? |        | 85      |       |       |       |
| 6.ª           | Bandera de ? |        | 70      |       |       |       |
| 7.ª           | Bandera de ? |        | 60      |       |       |       |
| 8.ª           | Bandera de ? |        | 50      |       |       |       |
| 9.ª           | Bandera de ? |        | 40      |       |       |       |
| 10.ª          | Bandera de ? |        | 35      |       |       |       |